# STS-51-J
La STS-51-J è una missione spaziale del Programma Space Shuttle.
La missione ha visto l'impiego per la prima volta dello Space Shuttle Atlantis. È stata la 21-esima missione del programma ed ebbe lo scopo di trasportare in orbita un carico per il Dipartimento della Difesa degli Stati Uniti. Nonostante inizialmente gli scopi della missione fossero classificati come segreti, in seguito si seppe che furono lanciati due satelliti per comunicazioni militari DSCS.
Il decollo avvenne il 3 ottobre, 1985, alle 11:15 a.m. EDT, dalla rampa di lancio A, del Launch Complex 39, presso il Kennedy Space Center, in Florida. La missione fu considerata un pieno successo e Atlantis poté fare ritorno sulla terra, dopo 4 giorni, 1 ora e 45 minuti, atterrando sulla pista 23 della base aerea di Edwards, alle ore 1:00 p.m. EDT del 7 ottobre 1985.

## Equipaggio
- Karol J. Bobko (3) - Comandante
- Ronald J. Grabe (1) - Pilota
- David C. Hilmers (1) - Specialista di missione
- Robert L. Stewart (2) - Specialista di missione
- William A. Pailes (1) - Specialista di carico

Tra parentesi il numero di voli spaziali completati da ogni membro dell'equipaggio, inclusa questa missione.

## Parametri della missione
- Massa:
  - Carico utile: due satelliti DSCS-III 2.615 kg
  - Booster:  IUS upper stage ~18.000 kg
- Perigeo:  476 km
- Apogeo:  486 km
- Inclinazione orbitale: 28.5°
- Periodo: 1 ora, 34 minuti, 12 secondi